# Pseudoammodiscus
Pseudoammodiscus es un género de foraminífero bentónico de la familia Pseudoammodiscidae, de la superfamilia Earlandioidea, del suborden Fusulinina y del orden Fusulinida. Su especie tipo es Ammodiscus priscus. Su rango cronoestratigráfico abarca desde el Tournaisiense hasta el Viseense (Carbonífero inferior).

## Discusión
Algunas clasificaciones más recientes incluyen Pseudoammodiscus en la superfamilia Pseudoammodiscoidea, el suborden Archaediscina, del Orden Archaediscida, de la subclase Afusulinana y de la clase Fusulinata.

## Clasificación
Pseudoammodiscus incluye a las siguientes especies:
- Pseudoammodiscus mameti
- Pseudoammodiscus priscus
  - Pseudoammodiscus priscus reposita